# Юріївка (Первомайський район)
Юріївка — село в Україні, у Врадіївській селищній громаді Первомайського району Миколаївської області. Населення становить 133 особи.

## Назва
19 вересня 2024 року Верховна Рада підтримала перейменування села Юр'ївка на Юріївка. 26 вересня 2024 року перейменування набуло чинності.

## Населення
Згідно з переписом УРСР 1989 року чисельність наявного населення села становила 159 осіб, з яких 75 чоловіків та 84 жінки.
За переписом населення України 2001 року в селі мешкало 127 осіб.

### Мова
Розподіл населення за рідною мовою за даними перепису 2001 року:
| Мова       | Відсоток |
| ---------- | -------- |
| українська | 86,47 %  |
| молдовська | 11,28 %  |
| російська  | 1,50 %   |
| циганська  | 0,75 %   |